# Caigual
Caigual es una localidad de Trinidad y Tobago, que forma parte de la región de Sangre Grande.

## Geografía
La localidad abarca parte de la isla Trinidad y limita al norte con Fishing Pond, al sur con Manzanilla, al este con Brooklyn Settlement y North Manzanilla y al oeste con Sangre Chiquito.

## Demografía
Datos demográficos de la localidad de Caigual:
| Gráfica de evolución demográfica de Caigual entre 2000 y 2011 |
|                                                               |